# Harrison (hrabstwo Clare)
Harrison – miasto w Stanach Zjednoczonych, w stanie Michigan, na Półwyspie Dolnym, w regionie  Środkowym (Central/Mid-Michigan), administracyjna siedziba władz hrabstwa Clare. W mieście krzyżuje się droga krajowa US 127 biegnąca środkiem Półwyspu Dolnego ku cieśninie Mackinac oraz droga stanowa M-61 przecinająca Półwysep w kierunku wschód-zachód. We wschodniej części miasta leży jezioro Budd Lake a w na północy park stanowy Wilson State Park.